# Ostjüdische Zeitung
Die Ostjüdische Zeitung war eine jüdische deutschsprachige Zeitung, die von 1919 bis 1937 in Czernowitz in Großrumänien erschienen ist. Sie fungierte als Plattform der zionistischen Bewegung in der Bukowina sowie als Interessenvertretung der jüdischen Gemeinde. Sie stand damit im Gegensatz zur „jüdischnationalen“ Bewegung, die sich gegen den Zionismus sowie für den Unterricht in jiddischer Sprache einsetzte. Aufgrund ihrer journalistischen Qualität und der breiten Vernetzung ihres Herausgebers Mayer Ebner nahm die Zeitung eine Ausnahmestellung in der jüdischen Presselandschaft im großrumänischen Staat ein. Zugleich fungierte sie auch als Sprachrohr für die politischen Anliegen des späteren Parlamentsabgeordneten Ebner, wie beispielsweise hinsichtlich der Forderung nach einem jüdischen Schulwesen in Rumänien. Als eine der ersten jüdischen Zeitungen berichtete die Ostjüdische Zeitung ausführlich über die Verfolgung der Juden im nationalsozialistischen Deutschland.